# Fine (キリンジのアルバム)
『Fine』（ファイン）は、キリンジの4枚目のアルバム。2001年11月21日にワーナーミュージック・ジャパン内のレーベル・A.K.Aから発売。2014年8月6日に初回生産限定として紙ジャケット&デジタル・リマスター盤が、2016年9月21日にアナログ盤が発売。

## 概要
ジャケットは洋梨が描かれた静物画。
まっとうで非常に中道的な作品が出来上がったという印象から、当初は「Orthodox」というタイトルが候補に挙がっていた。

## 収録曲
1. ムラサキ☆サンセット (Album ver.)
作詞・作曲：堀込高樹
9枚目のシングル。
2. 雨は毛布のように
作詞：堀込泰行　作曲：堀込高樹
7枚目のシングル。aikoがコーラスで参加している。
3. フェイバリット
作詞・作曲：堀込泰行
4. 玩具のような振る舞いで
作詞・作曲：堀込高樹
5. ポップコーン
作詞・作曲：堀込泰行
6. 燐
作曲：堀込高樹
インストゥルメンタル。
7. 切り花
作詞・作曲：堀込高樹
8. 太陽とヴィーナス
作詞・作曲：堀込泰行
8枚目のシングル（「Drifter」とダブルA面）。
9. 地を這う者に翼はいらぬ
作詞・作曲：堀込高樹
10. Drifter
作詞・作曲：堀込高樹
8枚目のシングル（「太陽とヴィーナス」とダブルA面）。2001年に我那覇美奈に提供した「白く優しく」の歌詞違い。
11. Music!!!!!!!
作詞・作曲：堀込泰行

（以下はデジタル・リマスター盤のボーナス・トラック）
1. シーサイド・シークェンス
8枚目のシングル「Drifter/太陽とヴィーナス」に収録。
2. Drifter -INSTRUMENTAL-
3. 雨は毛布のように -INSTRUMENTAL-